# Eupogonius pubicollis
Eupogonius pubicollis es una especie de escarabajo longicornio del género Eupogonius, tribu Desmiphorini, subfamilia Lamiinae. Fue descrita científicamente por Melzer en 1933.

## Descripción
Mide 5,5-6,75 milímetros de longitud.

## Distribución
Se distribuye por Costa Rica, Honduras, Nicaragua y Panamá.